# Nesticella machadoi
Nesticella machadoi är en spindelart som först beskrevs av Ernest Everett Hubert 1971.  Nesticella machadoi ingår i släktet Nesticella och familjen grottspindlar.
Artens utbredningsområde är Angola. Inga underarter finns listade i Catalogue of Life.